# Резьбовое соединение тип S

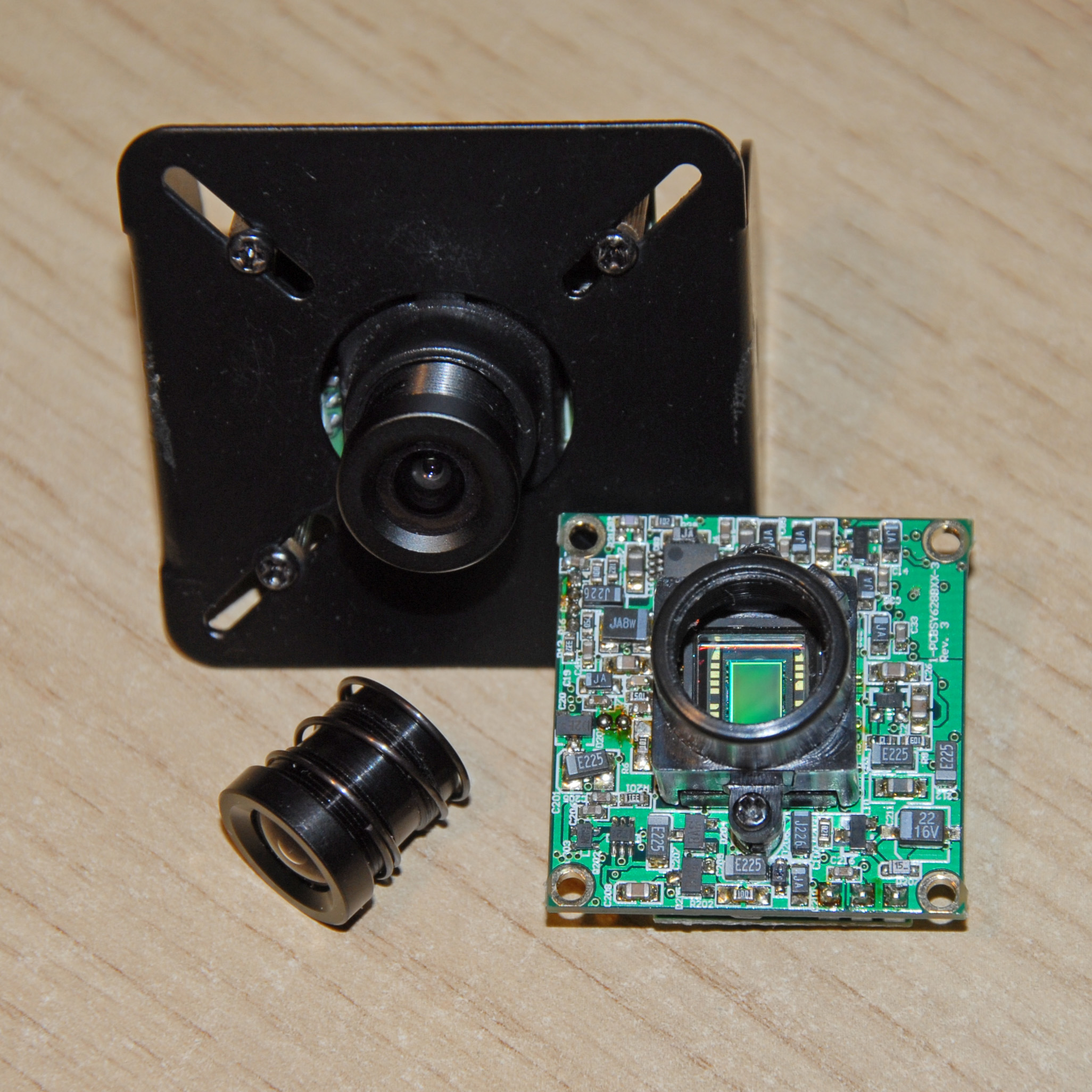
S-mount camera PCB. The right one with lens detached shows a 1/3" CCD sensor. Spring is used to push and secure the lens when mounted.

Крепление S — стандартное крепление объектива, используемое в различных системах видеонаблюдения и веб-камерах. Оно использует наружную метрическую резьбу M12 с шагом 0,5 мм на объективе и соответствующую внутреннюю резьбу на креплении объектива; таким образом, объектив с креплением S иногда называют «объективом M12». Поскольку крепления объектива обычно прикрепляются непосредственно к печатной плате датчика, стандарт часто называют «линзовым объективом». Поддерживаемые форматы сенсоров варьируются от менее чем 1/6" до 1" с диагональю сенсора 16 мм. Объективы лишены управления диафрагмой. Объективы с креплением S не имеют фланца, поэтому нет фиксированного расстояния объектива до сенсора, и их необходимо регулировать для фокусировки.
| Сравнительная таблица наиболее распространённых креплений киносъёмочных и ТВ-объективов | Сравнительная таблица наиболее распространённых креплений киносъёмочных и ТВ-объективов | Сравнительная таблица наиболее распространённых креплений киносъёмочных и ТВ-объективов | Сравнительная таблица наиболее распространённых креплений киносъёмочных и ТВ-объективов | Сравнительная таблица наиболее распространённых креплений киносъёмочных и ТВ-объективов |
| Название                                                                                | Рабочий отрезок, мм                                                                     | Формат                                                                                  | Конструкция                                                                             | Производство                                                                            |
| --------------------------------------------------------------------------------------- | --------------------------------------------------------------------------------------- | --------------------------------------------------------------------------------------- | --------------------------------------------------------------------------------------- | --------------------------------------------------------------------------------------- |
| Aaton Universal                                                                         | 40                                                                                      | 16-мм                                                                                   | трёхлепестковый байонет с накидной гайкой                                               | с 1974 года                                                                             |
| CA-1 (Eclair)                                                                           | 48                                                                                      | 16-мм/35-мм                                                                             | двухлепестковый байонет                                                                 | с 1947 года                                                                             |
| Красногорский байонет                                                                   | 52                                                                                      | 16-мм                                                                                   | двух- или четырёхлепестковый байонет                                                    | —                                                                                       |
| Arri Standard                                                                           | 52                                                                                      | 16-мм/35-мм                                                                             | четырёхлепестковый байонет с накидной гайкой                                            | с 1937 года                                                                             |
| Байонет Arri                                                                            | 52                                                                                      | 16-мм/35-мм                                                                             | байонет                                                                                 | с 1965 года                                                                             |
| Arri PL                                                                                 | 52                                                                                      | 16-мм/35-мм                                                                             | четырёхлепестковый байонет с накидной гайкой                                            | с 1982 года                                                                             |
| Arri Maxi PL                                                                            | 73,5                                                                                    | 70-мм                                                                                   | четырёхлепестковый байонет с накидной гайкой                                            | —                                                                                       |
| BNCR (Mitchell)                                                                         | 61,468                                                                                  | 35-мм                                                                                   | четырёхлепестковый байонет с накидной гайкой                                            | с 1967 года                                                                             |
| ОСТ-19 (СССР)                                                                           | 61                                                                                      | 35-мм                                                                                   | четырёхлепестковый байонет с накидной гайкой                                            | —                                                                                       |
| PV (Panavision)                                                                         | 57,15                                                                                   | 16-мм/35-мм                                                                             | четырёхлепестковый байонет с накидной гайкой                                            | с 1972 года                                                                             |
| Red One                                                                                 | 27,3                                                                                    | «Супер-35»                                                                              | байонет                                                                                 | —                                                                                       |
| Bolex                                                                                   | 23,22                                                                                   | 16-мм                                                                                   | байонет с накидной гайкой                                                               | —                                                                                       |
| B4 (HDTV 2/3)                                                                           | 65,03 в стекле / 48,0 в воздухе                                                         | 2/3 дюйма                                                                               | трёхлепестковый байонет                                                                 | —                                                                                       |
| 1/2 Sony                                                                                | 38                                                                                      | 1/2 дюйма                                                                               | трёхлепестковый байонет                                                                 | —                                                                                       |
| 1/2 General                                                                             | 35,74                                                                                   | 1/2 дюйма                                                                               | трёхлепестковый байонет                                                                 | —                                                                                       |
| М32×0,5                                                                                 | 31                                                                                      | 16-мм                                                                                   | резьба М32×0,5                                                                          | с 1966 года                                                                             |
| C                                                                                       | 17,526                                                                                  | 16-мм                                                                                   | резьба с шагом 32 витка на дюйм                                                         | с 1923 года                                                                             |
| CS                                                                                      | 12,526                                                                                  | 1/3 дюйма                                                                               | резьба с шагом 32 витка на дюйм                                                         | —                                                                                       |
| D                                                                                       | 12,29                                                                                   | 8-мм                                                                                    | резьба с шагом 32 витка на дюйм                                                         | с 1965 года                                                                             |
| S                                                                                       | ~5                                                                                      | Web-камеры                                                                              | резьба М12×0,5                                                                          | —                                                                                       |